# 일반 상대성 이론의 지름길
일반 상대성 이론에서 지름길(geodesic) 또는 측지선은 "직선"이라는 개념을 곡선 시공간(curved spacetime)으로 일반화한다. 중요한 점은 모든 외부의 비중력적 힘이 없는 입자의 세계선이 특정 유형의 지름길이라는 것이다. 즉, 자유롭게 움직이거나 떨어지는 입자는 항상 지름길을 따라 움직인다.
일반 상대성 이론에서 중력은 힘이 아니라 곡률의 근원이 응력-에너지 텐서(stress–energy tensor. 예를 들어 물질을 나타냄)인 곡선 시공간 기하학의 결과로 간주될 수 있다. 따라서 예를 들어 별을 공전하는 행성의 경로는 별 주위의 곡선 4차원(4-D) 시공간 기하학의 지름길의 3차원(3-D) 공간으로의 투영이다.

## 같이 보기
- 절대 공간과 시간
- 지름길
- 측지선
- 굽은 시공간
- 지오데식